# Canthyporus planus
Canthyporus planus är en skalbaggsart som beskrevs av Omer-cooper 1965. Canthyporus planus ingår i släktet Canthyporus och familjen dykare. Inga underarter finns listade i Catalogue of Life.